# 朱莉安娜·伯格特

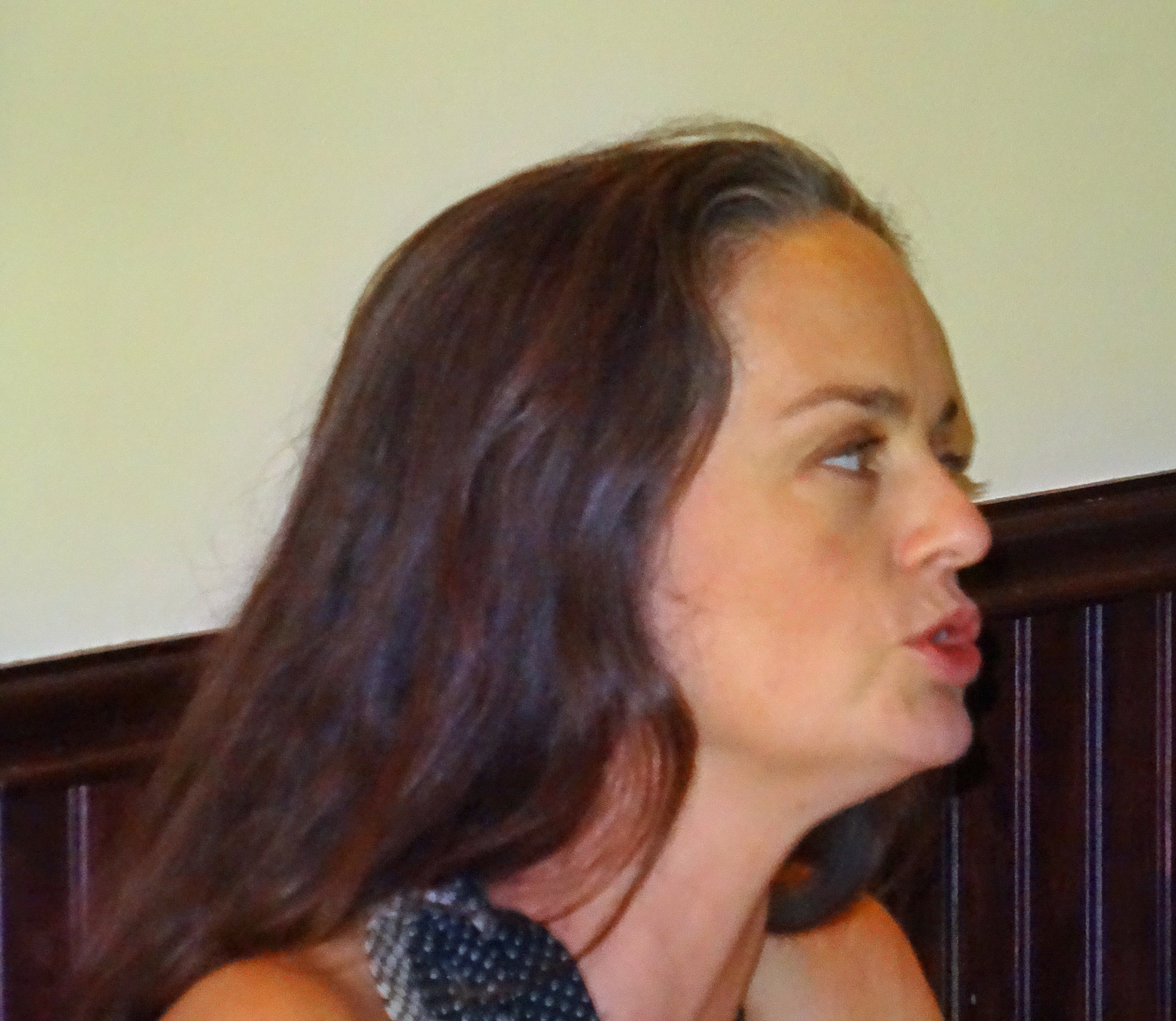
2013年

朱莉安娜·伯格特（英語：Julianna Baggott，1969年9月30日—），美國小說家，散文家和詩人。她是佛羅里達州立大學副教授，主持創意寫作計劃。她曾使用笔名及發表過兒童文學。

## 著作
- 《女孩的談話》
- 《純淨之子》